# 伊茨河
49°58′59″N 10°52′5″E / 49.98306°N 10.86806°E

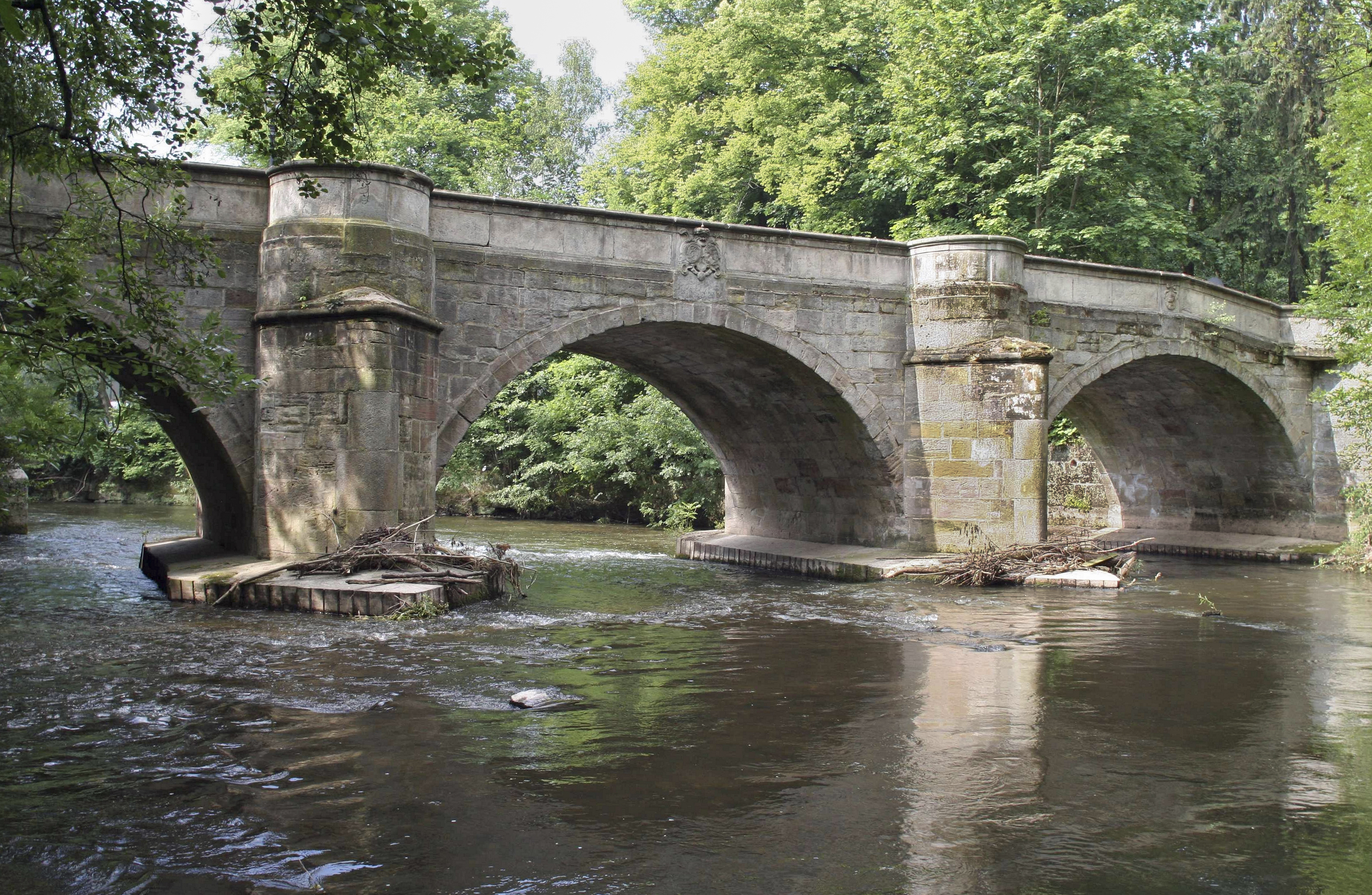

伊茨河（德語：Itz，發音：[ɪts] ⓘ）是德國的河流，屬於雷德尼茨河的右支流，河道全長80公里，流域面積1,029平方公里，平均流量每秒9.29立方米，河畔城鎮有薩森布倫、巴費爾德、沙爾考、德夫莱斯-埃斯巴赫、科堡、大海拉特、拉特尔斯多夫和包纳赫。